# Justicia dianthera
Justicia dianthera là một loài thực vật có hoa trong họ Ô rô. Loài này được Vell. mô tả khoa học đầu tiên năm 1825.